# Ятвяги (Стрийський район)
Ятвяги (до 2015 року, у радянський період Прибілля) — село в Україні, у Стрийському районі Львівської області. Населення становить 147 осіб. Орган місцевого самоврядування — Ходорівська міська громада.

## Історія
Власником маєтку в селі був граф Іван Кантій Шептицький, батько митрополита Андрея Шептицького.
У селі є футбольна команда «Буря».

## Політика

### Парламентські вибори, 2019
На позачергових парламентських виборах 2019 року у селі функціонувала окрема виборча дільниця № 460314, розташована у приміщенні народного дому.
Результати
- зареєстровано 65 виборців, явка 64,62%, найбільше голосів віддано за «Європейську Солідарність» — 38,10%, за «Голос» — 16,67%, за Всеукраїнське об'єднання «Свобода» — 14,29%.[4] В одномандатному окрузі найбільше голосів отримав Андрій Кіт (самовисування) — 72,22%, за Андрія Гергерта (Всеукраїнське об'єднання «Свобода») — 8,33%, за Володимира Гаврона (Голос) — 8,33%[5].

## Пам'ятки
- Церква великомученика Димитрія[d];

## Відомі люди
- Вовк Микола Андрійович — референт пропаганди Крайової Екзекутиви ОУН ЗУЗ
- Пілан Михайло — учасник українського визвольного руху, лицар Бронзового хреста заслуги УПА.
- Кирилюк Юліан Васильович — заступник командира сотні, хорунжий УПА, провідник Бібрецького надрайонного проводу ОУНР, Лицар Бронзового хреста заслуги УПА. Загинув поблизу села.